# Картушине (зупинний пункт)
Карту́шине — залізничний пасажирський зупинний пункт Луганської дирекції Донецької залізниці.
Розташований у смт Картушине, Ровеньківська міська рада, Луганської області на лінії Дебальцеве — Красна Могила між станціями Лобівські Копальні (3 км) та Ровеньки (11 км).
Через військову агресію Росії на сході України транспортне сполучення припинене, водночас на середину листопада 2018 р. двічі на день курсує пара електропоїздів сполученням Фащівка — Красна Могила, що підтверджує сайт Яндекс.